# Pandercetes manoius
Pandercetes manoius là một loài nhện trong họ Sparassidae.
Loài này thuộc chi Pandercetes. Pandercetes manoius được Carl Friedrich Roewer miêu tả năm 1938.